# Nemzeti Színház (Marosvásárhely)
A marosvásárhelyi Nemzeti Színház a városközponti Színház téren helyezkedik el. 

## Karakterisztikája
Románia hét nemzeti színházának egyike, amely két nyelvi kultúra – a román és a magyar – kereszteződésében helyezkedik el. A Marosvásárhelyi Nemzeti Színház teljes mértékben visszatükrözi ezt az egyediséget, és minden színházi műfajból kínál előadásokat közönségének: a táncszínháztól a látványszínházig, a világ drámairodalmának szövegeitől az új színházi szövegvariánsokig, valamint különböző művelődési események széles skáláját nyújtja egész évben. A város építészete és művelődési élete egyedi képet nyújt Erdélyben, Marosvásárhelyt a régió kulturális fellegvárává avatva.
Modernebb stílusa miatt nem olvad be a belvárosba. Két nyelven működik a színjátszás, a magyar színtársulat a Tompa Miklós Társulat nevet, a román társulat pedig a Liviu Rebreanu Társulat nevet viseli.
E két társulat tevékenységei a Marosvásárhelyi Nemzeti Színház belterében zajlanak: a Nagyterem – 598 ülőhellyel, a Kisterem – 106 férőhellyel, melyek az előadások igényei szerint alakíthatóak, valamint az Underground/Parking Terem – egy új előadói tér a nem hagyományos, kísérleti színházi projekteknek, 70 férőhellyel.
A Marosvásárhelyi Nemzeti Színház saját szervezésű projektjein kívül együttműködünk országos szinten és nemzetközi téren olyan intézményekkel és partnerekkel, mint a  Bookfest, az Erdélyi Magyar Könyves Céh, az UNITER Gála, a Szebeni Nemzetközi Színházi Fesztivál, a Kolozsvári Ecsetgyár, a Berlin Heimathafen Neukölln Berlin Színház, a Fabulamundi. Playwriting Europe kortárs dramaturgiai projekt, az Alter-Native Nemzetközi Filmfesztivál.
A nemzetközi színházi irányzatokkal való állandó kapcsolattartás céljából a színház hatvan alkalmazott színművészének lehetősége van műhelygyakorlatokon (workshop) és mesterképzéseken (masterclass) részt venni olyan elismert művészek irányításával, mint Gigi Căciuleanu, Yuri Kordonsky, Mohácsi János, Mihai Măniuțiu, Tompa Gábor, Răzvan Mazilu, Grzegorz Jarzyna stb.

## Előzmények
A román szocialista karhatalom rendelte el a színház építését, ezért le kellett bontani a Barátok templomát. A római katolikus érsekség úgy döntött eleget tesz a felkérésnek, mivel a belvárosban két plébánia is működött, de a többi negyedekben nem tudtak építeni a hatóságok hátráltatása miatt. Ezért a gesztusért a hatóságok engedélyezték a Szabadság utcai Szent Imre Plébánia építésének megkezdését. A megépült templomban láthatók a Barátok templomának az üvegfestményei.